# Johann Hellwege
Johann Diedrich Hellwege (* 26. März 1940 in Neuenkirchen (Altes Land); † 14. Juli 2023) war ein deutscher Historiker, Hochschullehrer und Politiker (CDU).

## Leben
Johann Hellwege wurde als Sohn des Unternehmers und späteren niedersächsischen Ministerpräsidenten Heinrich Hellwege geboren. Nach dem Abitur absolvierte er ein Studium der Geschichte, das er mit der 1969 mit der Promotion zum Dr. phil. beendete (Dissertation: Die spanischen Provinzialmilizen im 18. Jahrhundert). Nach seiner Habilitation erhielt er einen Lehrstuhl als Professor für iberische und lateinamerikanische Geschichte an der Universität Bielefeld. Des Weiteren fungierte er als Hauptgeschäftsführer der Bundesarbeitsgemeinschaft der Mittel- und Großbetriebe des Einzelhandels e. V. (BAG). Später war Hellwege freiberuflich als Unternehmensberater tätig.
Hellwege trat in die CDU ein und wurde im Januar 1977 Geschäftsführer des Wirtschaftsrates der CDU. Von 1980 bis 1982 amtierte er als Staatssekretär im Ministerium für Bundesangelegenheiten und von 1982 bis 1986 als Staatssekretär im Ministerium für Wirtschaft und Verkehr des Landes Niedersachsen.

## Ehrungen
- Großes Bundesverdienstkreuz (13. Juli 1987)